# Ivan Úlehla (psycholog)
Ivan Úlehla (* 18. dubna 1951) je český psycholog a psychoterapeut. Věnuje se systemické psychoterapii, kterou vyučuje v psychoterapeutickém výcviku Umění terapie a praktikuje v soukromé praxi. Byl československým politikem.

## Biografie
Narozen v Praze, vystudoval gymnázium a filozofickou fakultu, obor psychologie. V letech 1978–1992 pracoval jako psycholog, rodinný a manželský poradce v Okresní manželské poradně v Písku.
V lednu 1990 zasedl v rámci procesu kooptací do Federálního shromáždění po sametové revoluci do Sněmovny lidu. Ve Federálním shromáždění setrval do konce funkčního období, tedy do svobodných voleb roku 1990. Byl zakládajícím členem ODS na Písecku.
Od roku 1990 se věnoval psychoterapii. Spoluzakladatel Institutu pro systemickou zkušenost, supervizor SOFT, vyučoval na katedře sociální práce na Filozofické fakultě Univerzity Karlovy v Praze. Založil a vedl obecně prospěšnou společnost Komunitní plánování. Spoluzakladatel České asociace psychoterapeutů (2003) (dnes Česká asociace pro psychoterapii ČAP).
2007 zakladatel a společník dnešní GI system s.r.o., kde působí jako psychoterapeut a garant výcviků systemické psychoterapie Umění terapie.
V Písku provozuje soukromou psychoterapeutickou praxi. Publikoval Umění pomáhat.